# Демченко Микола Федорович
Микола Федорович Демченко (нар. 4 червня 1949, с. Селище Сокирянський район Чернівецька область) — український художник, дизайнер, член Спілки дизайнерів України.

## Біографія
Закінчив Вижницьке училище прикладного мистецтва.
Спершу працював художником-графіком на заводі пластмасових виробів у м. Здолбунів Рівненської області. У 1968—1970 роках проходив строкову службу у лавах Радянської армії. З 1970 року працював у Чернівцях старшим інженером машинобудівного заводу імені Ф. Е. Дзержинського, а також на фабриці народних промислів «Буковина».
З 1971 року навчався на факультеті дизайну Харківського художнього інституту, а закінчивши його пррацював як художник-конструктор на верстатобудівному заводі у Дніпропетровську, потім — як провідний художник-конструктор Дніпропетровського інституту місцевої промисловості.
З 1984 року працював у Харківському спеціальному конструкторському бюро технічних засобів, а з 1985 року — у Київському інституті технічної естетики.
У 1986—1988 роках — головний художник-конструктор в Інституті «Промтехкомплекс».
Нині художник-дизайнер продовжує працю у Київському державному інституті декоративно-прикладного мистецтва та дизайну імені Бойчука.

## Творча діяльність
Член Спілки дизайнерів України. Виконав ряд професійних робіт на різні теми та отримав 25 авторських свідоцтв на промислові зразки. На виставці народного господарства у Москві нагороджений дипломом І ступеня і золотою медаллю. У 1987 році — делегат від України І-го з'їзду дизайнерів. У 1980 р. — учасник міжнародної виставки «Плакат». Розробив емблему футбольної команди «Дніпро». Демченко Микола Федорович автор численних інтер'єрів: з них — на фірмі «ICL» (комп'ютерні мережі), ігровий зал казино «Будапешт»… У Києві ряд пам'яток-проєктів М. Демченка: арки парків, оздоблення фасадів, алей, екзотичні дитячі майданчики.

## Виставки, на яких були представлені твори художника
- Італія (1977) — «Промислові роботи».
- Югославія (1979)- «Хірургічний пристрій».
- Москва (1980) — «Дизайн України».